# Helen Kane
Helen Kane (sz.: Helen Clare Schroeder) (Bronx, 1904. augusztus 4. –‎ Jackson Heights, 1966. szeptember 26.) amerikai énekesnő, színésznő.

## Pályakép
Helen Kane apja német származású férfi, anyja pedig ír nő volt, egy mosodában dolgozott. Gyermekkorában a Bronx-i Saint Anselm's Parochial Schoolba járt. Helen 15 éves korában már profi színész volt. A The Marx Brothers-szel turnézott az Orpheum Circuitben. Az 1920-as évek elején Vaudeville-ekben lépett fel énekesként és táncosként.
Helen Kane keltette életre a Max Fleischer rajzfilmek Betty Boop karakterét. Betty Boop eredetileg egy lógófülű, recsegős hangú kutya volt. 1932-ben változtatták a kutyát Bettyvé. Helen Kane hírneve csúcsán Helen Kane-t és Betty Boopot összehasonlító versenyek zajlottak. Helen Kane volt ugyanis a híressé vált rajzfilmfigura, Betty Boop modellje az 1930-as években. A sláger főcímdal az „I Wanna Be Loved by You” volt. 1932-ben Max Fleischer pert indított a Paramount Pictures ellen tisztességtelen verseny, illetve Betty Boop figurájának jogtalan eltulajdonítása miatt. A per két évig húzódott, és bár a rajzfilmsztár nyilvánvalóan Helen Kane karikatúrája volt, elvesztette az ügyet.
Közben Helen Kane heti 5500 dollárt keresett az Oscar Hammerstein „Good Boy” című műsorában.
Otthonában, a New York-i Jackson Heights környékén halt meg, miután tíz évig küzdött a mellrákkal. A Veterans Cemetery-ben temették el Farmingdale-ben. 1928-30 között 22 lemeze jelent meg.